# Lac Chuza
Le lac Chuza est un lac de barrage situé dans le département de Cundinamarca, en Colombie. 

## Géographie
Le lac Chuza est situé sur le cours du río Chuza, dans la municipalité de Fómeque, à 35 km à l'est de la ville de Bogota. 
Il a un volume de 220 millions de m3, pour une superficie de 5,37 km2.